# Хуска, Йенё
Йе́нё Ху́ска (венг. Huszka Jenő, нем. Eugen Huszka; 24 апреля 1875 — 2 февраля 1960) — венгерский композитор, автор «Баронессы Лили» и других популярных оперетт.

## Биография
Хуска родился в Сегеде, где его отец был местным судьёй. Музыкальное дарование обнаружил ещё в раннем детстве, и поэтому в 1883 году поступил в сегедскую музыкальную школу, а затем (1893) — в будапештскую Королевскую Венгерскую академию музыки, основанную Ференцем Листом как раз в год рождения Хуски.
Закончив классы скрипки и композиции, Хуска в 1896 году проводит год в Париже, играет там в престижном оркестре Ламурё. Одновременно, по настоянию родителей, изучает право.
Получив диплом юриста, Хуска возвращается в Будапешт, где работает в венгерском Министерстве образования, однако в свободное время пишет оперетты. Либретто для них сочиняет друг Хуски и коллега по министерству, Ференц Мартош. Критики считают, что оперетты Хуски оказали большое влияние на Имре Кальмана.
Наибольший успех завоевали оперетты Хуски «Герцог Боб» (1902) и «Баронесса Лили» (1919), обошедшие лучшие музыкальные театры Европы.
Работу в министерстве он не оставил, защитил докторскую диссертацию в области права. В 1927 году был назначен на пост главного советника министерства культуры. За многолетний труд получил звание Заслуженного деятеля культуры Венгрии.
В 1920-х годах Хуска избирался в руководящие органы различных венгерских музыкальных обществ. Участвовал в создании Международной организации по защите авторских прав (CISAC, 1927), и в 1930-1948 годах был заместителем председателя этой организации.

## Творчество

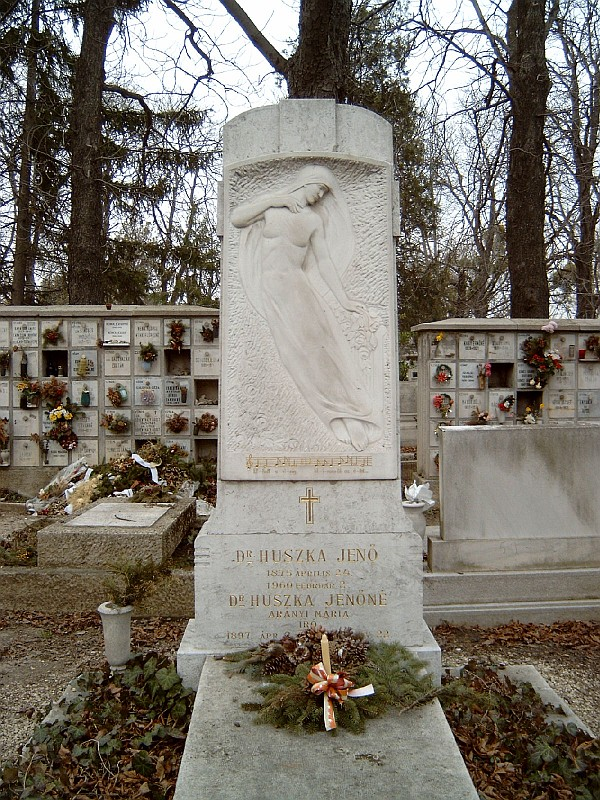
Могила Йенё Хуски и его жены Марии, Будапешт

Музыка лучших оперетт Хуски отличается романтизмом, яркой мелодичностью. Примыкая к венской оперетте, она в то же время насквозь национальна.
Список оперетт Хуски:
- Вход воспрещён (Tilos a bemenet, 1899)
- Герцог Боб (Bob herceg, 1902)
- Золотой цветов (Aranyvirág, 1903)
- Гюль-баба (Gül Baba, 1905)
- Волшебная любовь (Tündérszerelem, 1907)
- Барон Ребус (Rébusz báró, 1909)
- Девушка из ночного клуба (Nemtudomka, 1914)
- Баронесса Лили (Lili bárónő, 1919)
- Охота с гончими (Hajtóvadászat, 1926)
- Эржебет (Erzsébet, 1939)
- Бал у Дьердой (Gyergyói bál, 1941)
- Капрал Мария (Mária fôhadnagy, 1942)
- Славная миссис Юхас (Szép Juhászné, 1955, для радиоспектакля)
- Свобода, любовь (Szabadsag, szerelem, 1955, по роману Мора Йокаи)

## Интернет
- Биография (венг.)
- Экранизации